# کنفرانس قاهره (۱۹۲۱)

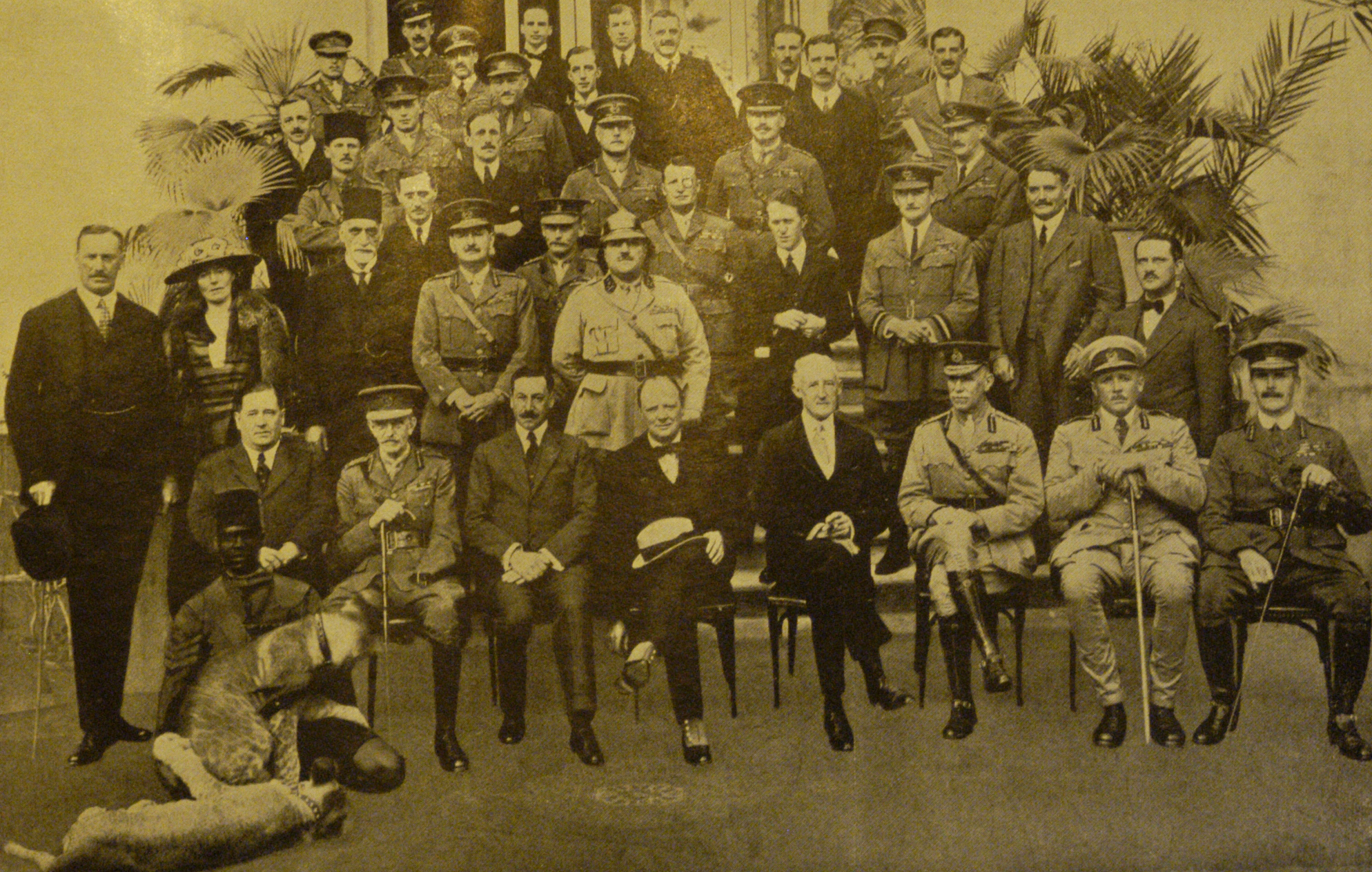
همراهان با توله‌های شیر

کنفرانس ۱۹۲۱ قاهره که در صورت جلسه رسمی به عنوان کنفرانس خاورمیانه در قاهره و اورشلیم توصیف شد، مجموعه‌ای از جلسات مقامات بریتانیایی برای بررسی و بحث در مورد مشکلات خاورمیانه و تدوین یک سیاست مشترک بود که بین ۱۲ تا ۳۰ مارس ۱۹۲۱ برگزار شد. کنفرانس مخفی کارشناسان انگلیسی طرحی را برای کنترل بریتانیا در عراق و ماوراء اردن ایجاد کرد. وینستون چرچیل با پیشنهاد رهبری اسمی آن دو منطقه به فرزندان شریف مکه، احساس کرد که روح وعده‌های زمان جنگ بریتانیا به اعراب محقق شده‌است.
نگرانی‌های خاص کنفرانس حل و فصل سیاست‌های متناقض تعریف شده در نامه‌های مک ماهون (۱۹۱۵)، قرارداد سایکس-پیکو (۱۹۱۶) و بیانیه بالفور (۱۹۱۷) بود. وینستون چرچیل، وزیر استعماری تازه منصوب شده، همه رهبران نظامی بریتانیا و مدیران مدنی در خاورمیانه را به کنفرانسی در هتل سمیرامیس در قاهره فراخواند تا در مورد این موضوعات بحث کنند. این یک کنفرانس آزمایشی بود که توسط دفتر استعماری سازماندهی شد، با هدف حل مشکلات به‌طور موثرتر، با ارتباطات بهبود یافته، بدون مکاتبات طولانی.
مهم‌ترین نتیجه کنفرانس تصمیم به اجرای راه‌حل شریفیان بود: عبدالله بن حسین باید قلمرو شرق رود اردن، ماورا اردن را اداره می‌کرد و برادرش فیصل پادشاه پادشاهی جدید عراق می‌شد. هر دو باید به دریافت حمایت مالی از بریتانیای کبیر ادامه دهند. همچنین توافق شد که لبنان و سوریه باید تحت کنترل فرانسه باقی بمانند، بریتانیا باید قیمومت فلسطین را در غرب رود اردن حفظ کند و به حمایت از تأسیس یک میهن یهودی در آنجا ادامه دهد، حسین، شریف مکه، قرار بود به عنوان پادشاه حجاز به رسمیت شناخته شود و عبدالعزیز آل سعود کنترل نجد را در قلب صحرای عربستان به دست آورد.